# Río Mólokcha
El río Mólokcha (del ruso: Мо́локча) es un río del óblast de Moscú y óblast de Vladímir, en Rusia. Uniéndose en con el río Seraya cerca de la estación de Belkovo, forma el río Sherná, afluente del río Kliazma, de la cuenca del Volga a través del Oká. Su anchura máxima es de 10-15 m.
Sus principales afluentes son el Pichkura, el Vondiga y otros menores como el Zvenigorododka, el Kamenka o el Griazenka. El río forma la frontera entre los dos óblasts durante varios kilómetros.